# Osmosi inversa

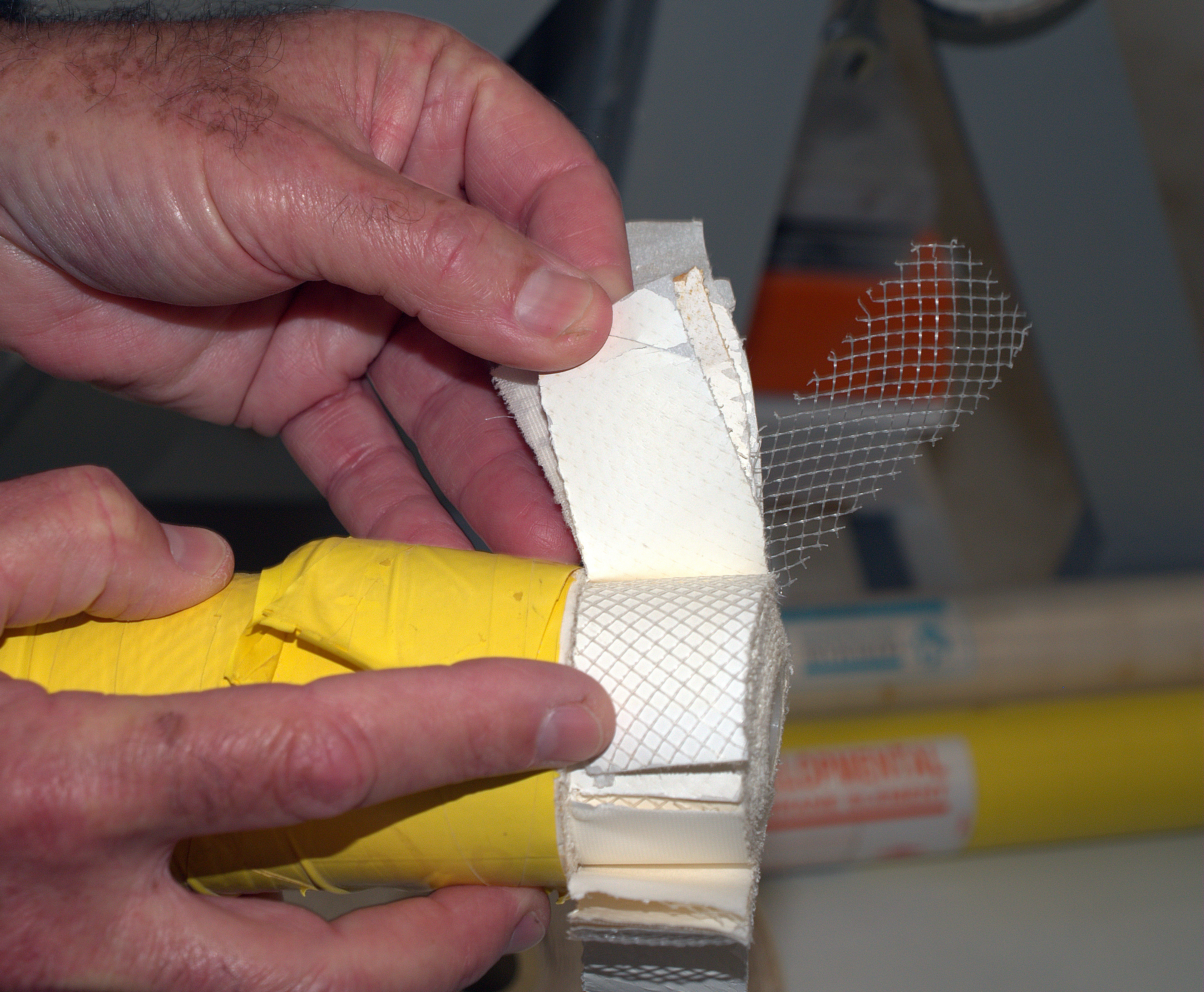
Membrana utilizzata per il processo di osmosi inversa

L'osmosi inversa (abbreviazione: RO, dall'inglese Reverse Osmosis), detta anche iperfiltrazione (abbreviazione: IF), è il processo in cui si forza il passaggio delle molecole di solvente dalla soluzione più concentrata alla soluzione meno concentrata ottenuto applicando alla soluzione più concentrata una pressione maggiore della pressione osmotica. In pratica l'osmosi inversa viene realizzata con una membrana che trattiene il soluto da una parte impedendone il passaggio e permettendo di ricavare il solvente puro dall'altra. Questo fenomeno non è spontaneo e richiede il compimento di un lavoro meccanico pari a quello necessario per annullare l'effetto della pressione osmotica.

## Descrizione
Questo processo rappresenta la più fine tecnica di filtrazione dell'acqua in quanto non consiste semplicemente in un ostacolo fisico, determinato dalle dimensioni dei pori, al passaggio delle molecole, ma sfrutta la diversa affinità chimica delle specie con la membrana, permettendo il passaggio delle molecole idrofile (o water-like), cioè chimicamente simili all'acqua, ad esempio gli alcoli a catena corta.
Dal punto di vista impiantistico il metodo sfrutta il principio della filtrazione tangenziale, come anche altre tecniche separative mediante membrane quali la microfiltrazione, l'ultrafiltrazione e la nanofiltrazione. L'osmosi inversa è utilizzata nel trattamento dell'acqua sia per la desalinizzazione sia per la rimozione di tracce di fosfati, calcio e metalli pesanti, fitofarmaci, materiali radioattivi e di quasi tutte le molecole inquinanti.
Negli ultimi anni si costruiscono impianti a "scarico liquido zero" in cui la sezione di osmosi inversa aumenta la concentrazione delle specie chimiche presenti nell'acqua di scarico fino a valori prossimi o superiori alla loro solubilità (soluzioni sovrassature). Nel processo di osmosi inversa vengono usate membrane composite di sottili pellicole (TFC o TFM, Thin Film Composite Membrane). Queste membrane sono semipermeabili e fabbricate principalmente per l'uso nella depurazione delle acque o in sistemi di desalinizzazione. Hanno anche utilizzi in applicazioni chimiche come le batterie e le pile a combustibile. In sostanza un materiale TFC è un setaccio molecolare costruito nella forma di una pellicola di due o più materiali stratificati.
Le membrane usate nell'osmosi sono generalmente fatte in poliammide, sostanza scelta principalmente per la sua permeabilità all'acqua e la relativa impermeabilità alle varie impurità disciolte, inclusi gli ioni salini e altre piccole molecole che non possono venire filtrate. Un altro esempio di membrana semipermeabile è quella usata nella dialisi.

## Filtri per la dissalazione azionati a mano
Piccoli filtri ad osmosi inversa azionabili a mano erano stati inizialmente progettati per i militari nei tardi anni settanta per l'equipaggiamento per la sopravvivenza personale o per corredare come equipaggiamento di sicurezza le scialuppe o gommoni di salvataggio a bordo di navi o aeromobili. Oggi esistono modelli che sono disponibili anche per usi civili in attività di esplorazione ad esempio. Per forzare l'acqua attraverso la membrana osmotica, la pressione è fornita da una pompa azionata a mano, dotata di una leva ripiegabile per facilitarne il trasporto. Questi dispositivi possono ricavare piccolissime quantità di acqua potabile dall'acqua del mare o da altre fonti di dubbia potabilità anche in aree desertiche o pozzi di acqua salmastra.

## Filtri a osmosi inversa per il settore domestico
Esistono sistemi di trattamento dell'acqua potabile domestica basati sul principio dell'osmosi inversa, soprattutto per abbattere il contenuto di nitrati nell'acqua. Sono impianti che, collegati alla rete idrica, rimuovono buona parte delle sostanze disciolte nell'acqua già potabile. L'acqua potabile osmotizzata è quindi un'acqua con residuo fisso molto basso. Gli impianti più evoluti permettono una miscelazione tra acqua osmotizzata e acqua microfiltrata, consentendo così una regolazione del residuo fisso in base alle proprie preferenze. Gli impianti domestici, oltre ad aspetti tecnico costruttivi di qualità e al rispetto della normativa vigente, necessitano di regolare manutenzione.

## Sistemi alternativi per l'estrazione dell'acqua
Ricercatori del Technion Israel Institute of Technology hanno brevettato nel 2016 una tecnologia in grado di estrarre acqua potabile dall'aria tramite un sottosistema disseccante liquido e successiva condensazione del vapore acqueo dal vettore utilizzato in assenza di aria, permettendo una riduzione del consumo energetico dal 5% al 65% rispetto ad altri sistemi preesistenti di questo tipo. Il sistema opera in condizioni climatiche molto variabili, ed è dotato di un'alimentazione supplementare attraverso la radiazione del sole.

## Rimozione di nitrati tramite osmosi inversa

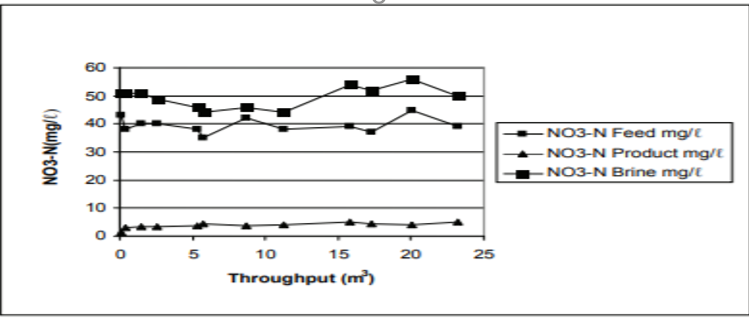
Fig.1 Analisi quantitativa del processo di osmosi inversa per la rimozione di nitrati da una corrente effluente di origine municipale

Utilizzando delle membrane a base di acetato di cellulosa, poliammidi e/o materiali compositi, è possibile effettuare un processo di filtrazione a membrana applicando pressioni nel range di [300-1500] psi.
Il principale problema correlato all’applicazione di tale metodo è rappresentato dalla facilità di incrostazione delle membrane e dall’usura delle stesse; l’accumulo di sostanze solubili, solidi sospesi e materia organica compromette l’efficienza delle membrane stesse ed è quindi necessario un pretrattamento della portata che subirà il processo di osmosi inversa, tale pretrattamento può essere effettuato inviando la portata in ingresso ad un sistema di filtri a cartuccia.
L’alta efficienza di tale metodo e la relativa convenienza economica nel trattamento di basse portate è stata dimostrata con una serie di studi sperimentali; di seguito sono riportati i risultati di uno studio condotto in Sudafrica durante il 2015, inerenti al costo operazionale e alla quantità di agente rimosso.
Un'analisi quantitativa che esprime la concentrazione media di nitrati in uscita da un processo di osmosi inversa presenta i risultati in figura 1.
|    | Capital Cost (ZAR) | Operational Cost (ZAR) |
| -- | ------------------ | ---------------------- |
| IX | 10000              | 3.60(1/m^3)            |
| RO | 7000               | 3.16 (1/m^3)           |

## Pretrattamento
Operazioni di pretrattamento sono fondamentali a causa della natura delle membrane a spirale. 

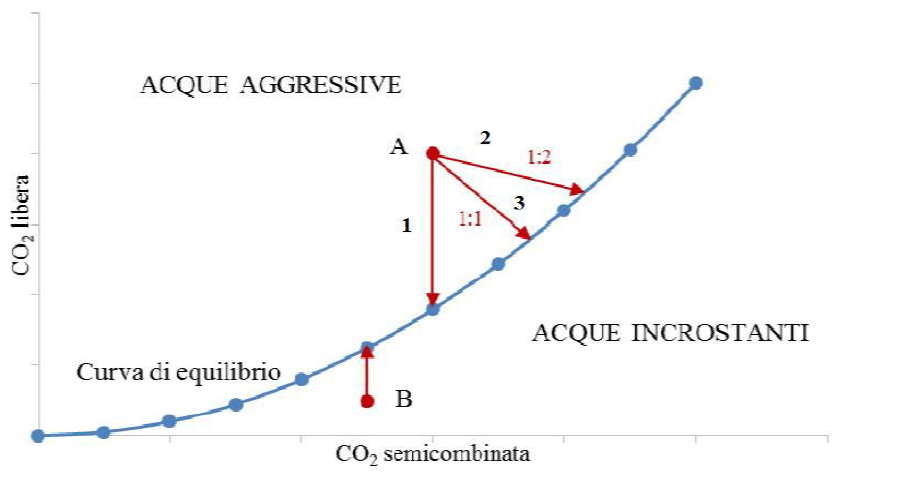
Equilibrio bicarbonico e separazione tra acque incrostanti ed acque aggressive

Il materiale di cui sono composte le membrane risulta rinforzato in modo tale da ottimizzare le operazioni di filtraggio, il lavoro di pretrattamento risulta quindi fondamentale per impedire un eccessivo sporcamento delle membrane, la cui pulizia non può essere condotta in maniera meccanica, ma richiede uno specifico lavoro di ingegnerizzazione.
Il sistema di pretrattamento si compone di quattro parti principali:
- Screening di solidi: Rimozione di solidi sospesi per impedire fouling ad opera di macrocomponenti.
- Filtrazione a cartuccia: Macroparticelle con diametro compreso tra 1 e 10 micrometri sono rimosse mediante un sistema di filtraggio in polipropilene.
- Filtrazione biologica: L'utilizzo in serie di agenti ossidanti come i composti clorati, seguito dall'applicazione di anioni bivalenti come i solfiti per disattivare l'azione dei composti clorati, consente l'eliminazione di funghi e batteri, i quali potrebbero colonizzare la superficie della membrana peggiorandone l'efficienza e contaminando l'acqua da trattare. È possibile utilizzare sistemi di biofiltraggio che non eliminano i batteri, ma ne limitano la diffusione e la proliferazione.
- Aggiustamento del pH: L'utilizzo di composti chimici anti incrostanti, in grado di modificare il pH e quindi di calibrare l'equilibrio carbonico, è fortemente raccomandato per impedire precipitazione di composti a base di bicarbonato, i quali renderebbero inefficienti le membrane incrementando lo sporcamento di queste ultime. L'utilizzo di calce o soda caustica è fortemente raccomandato per garantire un'acqua equilibrata, non dura, ma neanche incrostante.

HCO3− + H3O+ ⇔ H2CO3 + H2O
CO32− + H3O+ ⇔ HCO3− + H2O
L'aggiustamento del pH è soventemente praticato anche al termine del processo di osmosi inversa, in modo da stabilizzare l'acidità/basicità del prodotto finale (che potrebbe essere stata modificata dagli altri metodi di pretrattamento e filtraggio).